# Guichenotia angustifolia
Guichenotia angustifolia är en malvaväxtart som först beskrevs av Porphir Kiril Nicolai Stepanowitsch Turczaninow, och fick sitt nu gällande namn av Charles Austin Gardner. Guichenotia angustifolia ingår i släktet Guichenotia och familjen malvaväxter. Inga underarter finns listade i Catalogue of Life.